# Artyleryjska grupa rozpoznawcza
Artyleryjska grupa rozpoznawcza – nieetatowy, doraźnie zorganizowany pododdział artylerii mający za zadanie prowadzenie rozpoznania terenu, przeciwnika oraz skażeń promieniotwórczych i chemicznych rejonów stanowisk ogniowych (startowych) i punktów dowódczo-obserwacyjnych artylerii.